# تورس نواس
طرش أو طرش الجديدة أو تورس نواس (بالبرتغالية: Torres Novas‏) هي municipality of Portugal تقع في البرتغال في محافظة شنترين. يقدر عدد سكانها بـ 36,717 نسمة ومساحتها 270.00 كم2 .

## أعلام
- كارلوس كروز
- جوزيه أغوستو توريس
- كارلوس توريس
- مانويل بيدرو غوميز